# Risen 3: Titan Lords
Risen 3: Titan Lords è un videogioco di ruolo fantasy, sequel di Risen 2: Dark Waters. È stato sviluppato da Piranha Bytes e pubblicato da Deep Silver.

## Trama
L'eroe senza nome e sua sorella Patty sbarcano sulla Costa dei Granchi alla ricerca del più grande tesoro dei Mari del Sud. Durante l'esplorazione dell'isola i due s'imbattono in un antico tempio e, loro malgrado, scatenano le ire di un Signore dell'ombra. L'anima dell'eroe viene rubata dalla creatura ed egli sembra morire. Patty disperata celebra il suo funerale e piena di amarezza abbandona la Costa dei Granchi e la tomba del fratello. 
Tre settimane dopo l'eroe torna in vita grazie all'intervento di Bones che gli spiega la sua nuova condizione: è solo una questione di tempo prima che l'eroe si trasformi in un demone, un servitore senz'anima del mondo infernale. L'unico modo che ha per evitare la dannazione è recuperare il proprio spirito prima che sia troppo tardi...

## Requisiti di sistema (PC)
Minimi:
- Sistema operativo: Windows Vista SP2, Windows 7 SP1, Windows 8
- Processore: Dual Core da 2.4 GHz
- RAM: 2 GB
- Scheda grafica: Radeon HD 3850 o GeForce 9600 GT, VRAM 512MB
- DirectX: Version 9.0c
- Hard Drive: 8 GB di spazio disponibile
- Scheda audio: compatibile con le DirectX 9.0c

Consigliati:
- Sistema operativo: Windows 7 (64-bit), Windows 8 (64-bit)
- Processore: Intel Core i5 da 2.5 GHz o AMD Phenom II x4 940 da 3.0 GHz
- RAM: 4 GB
- Scheda grafica: Nvidia GeForce GTX 470 or AMD Radeon HD 5850, VRAM 512MB
- Hard Drive: 8 GB di spazio disponibile
- Scheda audio: compatibile con le DirectX 9.0c